# Johannes Lichtenauer

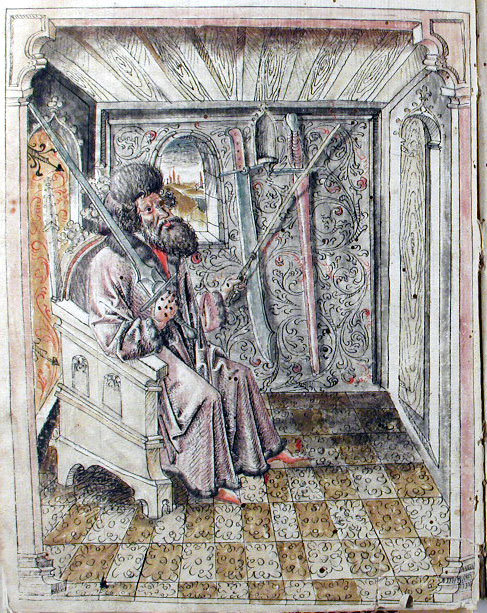
Zittende zwaardvechtmeester, waarschijnlijk een voorstelling van Lichtenauer, in Danzigs Cod. 44 A 8 (ook wel MS 1449), 2v (uit 1452)

Johannes Lichtenauer of Johannes Liechtenauer was een Duitse zwaardvechtmeester. Zijn manuscript is een standaardwerk in de westerse krijgskunsten. Er is weinig over zijn leven bekend. Johannes werd geboren in de jaren 20 van de 14e eeuw, waarschijnlijk in Lichtenau in wat tegenwoordig Beieren wordt genoemd.
In moderne settingen worden zijn technieken gedoceerd in Historische Europese Krijgskunsten